# Leucophenga concilia
Leucophenga concilia är en tvåvingeart som beskrevs av Toyohi Okada 1956. Leucophenga concilia ingår i släktet Leucophenga och familjen daggflugor. Inga underarter finns listade i Catalogue of Life.